# Rob Morrow
Rob Morrow (New Rochelle, Nueva York, 21 de septiembre de 1962) es un actor estadounidense.
De 2005 a 2010 protagoniza la serie televisiva Numb3rs, pero es mucho más conocido por su papel interpretando al Dr. Joel Fleischman en la serie Doctor en Alaska (originalmente, Northern Exposure).
También participó en la película Quiz Show: El dilema como un congresista que investiga la corrupción de un programa concurso de televisión de la década de 1950.
Está casado con la actriz Debbon Ayer, y tienen una hija llamada Tu Simone Ayer Morrow.

## Filmografía
- Doctor en Alaska el regreso (2025) (30 años después de emitir por primera vez en su canal original el último capítulo), por confirmar o desmentir.
- Max Dagan (2023)
- Cuarentena (Serie de TV 2020) George Coleman (1 episodio, 2020)
- Miles de millones (Billions) (Serie de TV 2016-2020) Adam DeGiulio / Adam Degiulio (14 episodios, 2016-2020)
- El borde del sueño (Serie de TV 2019) John (4 episodios, 2019)
- Hawaii Five-0 (Serie de TV 2019) Wes Cullen (2 episodios, 2019)
- Escuadrón de la muerte (2019) William Briggman
- Departamento de Policía de Chicago (Serie de TV 2018)
- Evan Gilchrist (1 episodio, 2018)
- Escuadrón de la muerte (2018) The Kill Team de Dan Krauss DRAMA ACCIÓN - Estados Unidos / España
- 2017: Familia de acogida (The Fosters) - Temporada 5. Episodio 10. Director
- Flint (2017) de Bruce Beresford DRAMA - Estados Unidos
- 2016: Familia de acogida (The Fosters) - Temporada 4. Episodios 1 - 2 - 11 - 12. Director
- 2015: Familia de acogida (The Fosters) - Temporada 3. Episodios 15 - 16. Director
- Texas Rising (2015) de Roland Joffé DRAMA WESTERN - Estados Unidos
- Night of the Wild (2015) de Eric Red TERROR - Estados Unidos
- Mr. Miracle (2014) de	Carl Bessai COMEDIA - Canadá
- La Rebelión de Atlas 3 (2014) Atlas Shrugged: Who Is John Galt? / Atlas Shrugged: Part III de James Manera CIENCIA FICCIÓN - Estados Unidos
- Begin Again (2013) de	John Carney DRAMA MUSICAL - Estados Unidos
- El buen doctor (2011) de Lance Daly DRAMA THRILLER - Estados Unidos
- Dos padres para Amanda (2007) Custody de Nadia Tass DRAMA - Estados Unidos
- Ahora o Nunca (2007) The Bucket List de Rob Reiner COMEDIA AVENTURAS - Estados Unidos
- Primetime Creative Arts Emmy Awards (2007) de Chris Donovan DOCUMENTAL - Estados Unidos
- Numb3rs (2005-2010) de Cheryl Heuton, Nicolas Falacci Serie TV THRILLER - Estados Unidos
- CBS at 75 (2003) de Chuck Workman, Louis J. Horvitz DOCUMENTAL - Estados Unidos
- El club de los emperadores (2002) The Emperor's Club de Michael Hoffman de DRAMA - Estados Unidos
- Descuido de Amor (2000) Labor Pains de Tracy Alexson COMEDIA DRAMA - Estados Unidos
- The Day Lincoln Was Shot (1998) de John Gray BIOGRAFÍA DRAMA - Estados Unidos
- Only Love (Amor, sólo amor) miniserie (1998) Only Love de John Erman DRAMA ROMANCE - Estados Unidos / Holanda
- Condenada (1996) Last Dance de Bruce Beresford DRAMA THRILLER - Estados Unidos
- Quiz Show: El Dilema (1994) Quiz Show de Robert Redford DRAMA HISTÓRICA - Estados Unidos
- Doctor en Alaska (1990-1995) Northern Exposure de Joshua Brand y John Falsey Comedia dramática Drama médico
- Punto de Recreo (1985) Private Resort de George Bowers COMEDIA - Estados Unidos